# Comes (Rome antique)
Pour les articles homonymes, voir Comes.
Le terme comes (pluriel comites) signifie en latin « associé », « compagnon ». Il fut donc utilisé sous la République romaine pour désigner ceux qui accompagnaient un magistrat, comme un gouverneur de province, et formaient son escorte et son conseil, sa cohorte d'amis (cohors amicorum). À l'époque impériale le terme évolue et prend une valeur officielle pour désigner les proches de l'empereur, dans ses déplacements d'abord puis de manière permanente. Dès lors il devint un titre aulique et une dignité, et fut à l'origine du terme comte.

## Au Haut-Empire
- Dans les premiers temps de l'Empire romain, le comes était au début étymologiquement celui qui accompagne un magistrat ou un préfet de province et qui lui sert de conseiller. De l'époque d'Auguste à celle des Sévères le titre de comes est conféré à certains des grands personnages qui accompagnent l'empereur lors de ses déplacements importants. L’empereur Claude avait recours lors de ses voyages à un comes Augusti comme conseiller juridique[1]. La fréquence de ses occurrences est variable et dépend de la propension de chaque empereur à se déplacer : ainsi on ne connaît aucun comes pour Antonin le Pieux empereur qui ne s'est pas éloigné de l'Italie durant son règne, ou très peu. Le titre de comes est donc un titre aulique provisoire, les comites semblant moins proches de l'empereur que ses "amis" (amici). Ce n'est pas cependant une obligation et le titre peut désigner un parent de l'empereur qui l'accompagne et n'a aucun rôle militaire. Le titre est aussi conféré lors de déplacements pacifiques, comme lors des célèbres voyages d'Hadrien. Il s'agit donc d'un titre provisoire et assez rare, son attribution dépendant des circonstances. Le titre apparaît dans l'épigraphie latine à l'époque de Tibère.
- Les déplacements impériaux étant souvent liés à des expéditions militaires le nombre des comites connu est plus important durant les règnes qui connurent des conflits longs. Sous Marc Aurèle, apparaît un collège de comites (le « comitat ») aux tâches militaires. Les comites sont en général des sénateurs ayant fait preuve de capacités militaires formant un état-major informel autour de l'empereur au moins jusqu’au règne de Septime Sévère. Les nombreux conflits difficiles du IIIe siècle, et l'éloignement des empereurs par rapport à Rome explique que le titre évolua pour désigner des fonctions permanentes et en vienne à désigner des hauts-dignitaires de l'empire.

## Dans l'Antiquité tardive

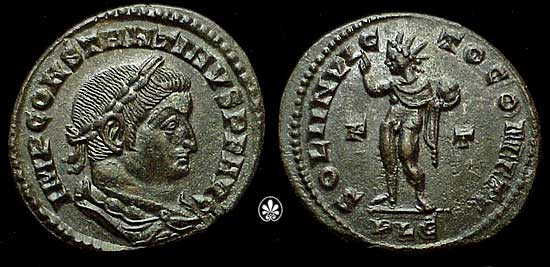
Constantin Ier SOLI INVICTO COMITI, Comes du dieu Sol Invictus

À partir du IVe siècle, on utilise le titre de Comes pour qualifier certains membres de l'entourage permanent de l'empereur romain. Constantin reprend ainsi l’institution du conseil des comites, des confidents auxquels il confie des missions de contrôle dans les provinces, les comites provinciarum aux compétences judiciaires.

### À la cour impériale
À la cour, au niveau le plus élevé, les comites consistoriani sont les membres du consistoire qui entourent l'empereur ; les principaux sont le quaestor sacri palatii pour la justice, le magister officiorum à la tête de la cour et de l’administration centrale, le comes rerum privatarum largitionnum « ministre des finances » aux larges compétences. On trouve également :
- le comes rei militaris est conféré à des chefs de rang spectabilis, mais les magistri militum, généralat créé à la Cour par Constantin, vont s’élever au premier rang des comites comme illustres puis gloriosi.
- le comes sacri stabuli est responsable des écuries ;
- le comes sacrarum largitionum : « comte des largesses sacrées [dons de l'empereur] », il est le chef de l'administration financière. Il contrôle également :
  - le comes auri, trésorier ;
  - le comes sacrae vestis,  qui contrôle de la garde-robe impériale ;
  - le comes archiatorum, sorte de ministre s'occupant des médecins et de la médecine ;
  - les comites largitionum pour l'Italie, l'Afrique et l'Illyrie ;
- le comes rerum privatarum : « comte des affaires privées », administrateur de la fortune privée de l'empereur, à qui est subordonné le comes privatae largitionis,  qui contrôle certains fonds privés ;
- le comes domesticorum : « comte des domestiques », chef d'une unité spéciale à disposition directe de l'empereur. Il a sous ses ordres :
  - le comes domesticorum equitum,  ;
  - le comes domesticorum peditum ;
- le comes dispositonum, secrétaire de l'empereur sous la dépendance du magister officiorum.

### Dans les provinces
À partir de Constantin, on trouve en dehors de la Cour des comtes au pouvoir militaire et politique considérable. Toutes les charges territoriales importantes furent affectées à un comes. Ainsi, le préfet de la ville de Rome (præfectus urbi) sera désigné comme étant comes formarum, comes riparum et alvei Tiberis et cloacarum et comes portus. Dans les provinces, des comtes reçurent des pouvoirs militaires importants en complément du titre de dux ; les comites rei militaris (« comtes des affaires militaires ») étaient affectés à des commandements militaires. Parmi ceux-ci, on trouve les maîtres de la cavalerie et ceux de l'infanterie. Certains de ces derniers portent un titre les rattachant à des territoires :
- comes Italiae ;
- comes Africae ;
- comes tractus Argentoratensis : « comte du territoire d'Argentorate (Strasbourg) » ;
- comes Avernorum : « comte chargé de la défense d'Avernorum » ;
- comes Britanniarum « comte chargé de la défense de la Bretagne », charge probablement disparue vers 410 ;
- comes Hispaniarum : « comte chargé de la défense de l'Hispanie ».

Ces fonctions sont connues grâce au Notitia Dignitatum. Dans les provinces, on a également le comes portus qui surveille les ports ; le comes formarum qui a la charge du réseau des aqueducs, le comes commerciorum qui contrôle les échanges aux frontières.

### Lecomes civitatis
Au Ve siècle, l'adjonction de responsabilités civiles et juridiques au duc entraîne l'inversion de la valeur des titres respectifs de comte et duc au profit de ce dernier. À la même époque, apparaît le comes civitatis, qui lui aussi réunit les deux compétences mais sur un plan plus localisé. Le comes civitatis, inaugurant la série des comtes de « comté » du royaume franc est à l’origine d’un réseau administratif français et préfigure les départements de la Révolution. Joseph Calmette rappela que le comte du IXe siècle est le préfet du régime. La notion et l’institution comtale dominent l’Europe, du county anglais (et américain) au comitat des Hongrois et Polonais. Lorsqu'au IXe siècle, les charges publiques ou honores devinrent héréditaires, la fonction administrative et militaire de comte évolua et devint un titre de noblesse intégré à la hiérarchie féodale.